# Ariosoma gilberti
Ariosoma gilberti е вид лъчеперка от семейство Congridae. Видът не е застрашен от изчезване.

## Разпространение и местообитание
Разпространен е в Гватемала, Еквадор, Колумбия, Коста Рика, Мексико, Никарагуа, Панама, Салвадор и Хондурас.
Среща се на дълбочина от 1 до 100 m, при температура на водата от 12,2 до 22,7 °C и соленост 34,8 – 35 ‰.

## Описание
На дължина достигат до 27 cm.